# Șarapanivka, Krîjopil
Șarapanivka (în ucraineană Шарапанівка) este o comună în raionul Krîjopil, regiunea Vinnița, Ucraina, formată numai din satul de reședință.

## Demografie
Componența lingvistică a satului Șarapanivka
     Ucraineană (99,16%)
     Alte limbi (0,84%)
Conform recensământului din 2001, majoritatea populației satului Șarapanivka era vorbitoare de ucraineană (99,16%), existând în minoritate și vorbitori de alte limbi.